# USS O-12 (SS-73)
USS O-12 (SS-73) – amerykański okręt podwodny typu O. Większość służby wojskowej spędził bazując w Coco Solo, w Panama Canal Zone.
Później pod nazwą "Nautilus" w 1931 wykorzystany w próbie osiągnięcia geograficznego bieguna północnego. G.H. Wilkins dotarł tylko do szerokości geograficznej 82'15'N.